# Шпонка (оздоба)
Шпонка — це оздоба, яка носилася до чоловічих сорочок, для защіпання комірця вишитої сорочки. Такі шпонки носили ще у козацьку добу, та пізніше по всій території України.
Шпонка, спинка, запонка — це два кружечки, більший і менший, що сполучені між собою влюнтованим штифтиком. Кружочок меншого діаметра не був оздоблений, його просували у петлю коміра сорочки. Більший (зовнішній) кружок був оздоблений. Інколи це була проста мідна монета, інколи краї кружочка загинали та вставляли у нього кругле скельце, під яке підставляли візерунок з фольги чи кольорового паперу. Також замість скельця вкладали зеркальце, на якому зі споду видряпували візерунок та підкладали під нього також кольоровий папір або фольгу. Шпонки були поширені у бойків, волинян.